# Церковь Воздвижения Святого Креста (Тамбов)
Церковь Воздвижения Святого Креста — католическая церковь в городе Тамбове. Административно относится к среднеповолжскому деканату Епархии Святого Климента (с центром в Саратове), возглавляемой епископом Клеменсом Пиккелем. Памятник архитектуры. Расположен по адресу: ул. Кронштадтская, д. 14А. В храме работают священники из ордена вербистов (SVD) и монахини конгрегации «Сестёр Служительниц Святого Духа» (SSpS).

## История
По переписи в конце XIX века в Тамбове насчитывалось 682 человека римско-католического вероисповедания. В октябре 1896 года представители католической общины Тамбова, большую часть которой составляли этнические поляки, приняли решение о начале сбора средств для строительства католического храма.
Церковь начала строиться в сентябре 1898 года и была возведена в короткие сроки, с 25 мая 1903 года в ней уже совершались богослужения, хотя отделочные работы продолжались ещё несколько лет. Храм был построен в готическом стиле, из красного кирпича, богато декорирован. Одновременно с храмом рядом с ним был выстроен каменный двухэтажный дом, в котором размещалось католическое благотворительное общество, библиотека и квартира настоятеля.
В 1935 году церковь была закрыта, настоятель репрессирован. В послевоенное время была предпринята попытка перенести орган (инструмент) в другое помещение, но, разобрав орган, его уже не смогли собрать на новом месте. Долгое время здание пустовало, потом было передано Тамбовскому ремонтно-подшипниковому заводу. За время эксплуатации здания в качестве цеха оно серьёзно пострадало: были разрушены колокольни, изуродован фасад, затоплен подвал, стены сильно разъедены кислотными парами.
В 1996 году в Тамбове был вновь организован и зарегистрирован католический приход Воздвижения. В конце — начале 1997 года здание, пребывающее в аварийном состоянии, было передано Церкви. Сразу же после передачи начались реставрационные работы, постепенно восстанавливающие прежний облик здания. На Рождество 1998 года в церкви Воздвижения возобновились ежедневные богослужения.
На территории храма находится скульптура Зураба Церетели «Святитель Николай Чудотворец».